# AK–63
Az AK–63 7,62 mm-es magyar gyártmányú gépkarabély, melyet a FÉG gyártott az 1970-es évek végétől. Az AKM gépkarabély módosított változata.
Fő részei: cső a tokkal, alsó ággyal 
Hátsó markolattal elsütőszerkezettel és irányzószerkeztettel, kihajtható válltámasszal 
-zárkeret a gázdugattyúval 
- zár (ütőszeggel) 
- helyretoló szerkezettel 
- gázdugattyú vezetőcső 
- kompenzátor
- tisztítóvessző

## AK–637,62 mm-es AMM (AK–63 F), AMMSZ (AK–63 D) és AMM I gépkarabélyok
Magyarországon a második világháború után a Varsói Szerződés keretében folyt a fegyvergyártás, ami azt jelentette, hogy a gyalogsági fegyverekben a 43M 7,62×39 mm lőszereket kellett használni, amelyet az AK–47 gépkarabélyhoz fejlesztettek ki. A magyar változatok megtartották az eredeti modell egyszerűségét, ellentétben például a csehszlovák 58-as mintájú fegyverekkel.
A Lámpagyár (Lampart) gyártásában lévő nehéz mart-tokos acéltömbből forgácsolt 4,3 kg tömegű AK–55 (az AK–47 a Lámpagyár által 1963-ig gyártott mart-tokos változatának típusmegjelölése) gépkarabély leváltására készült az AKM–63 gépkarabély. Gyártásának műszaki alapjául a szovjet hadseregben 1958-ban rendszeresített (lemeztokos) AKM-gépkarabély (AK-47 "tökéletesített" változata) számított. A tervezés és gyártás az előd AK-55 modellel párhuzamosan kezdődött. Az új AKM–63 modell harcászati-technikai paraméterei nagyrészt megegyeztek az elődjével, de előállítása sokkal modernebb és a lényegesen kisebb anyagfelhasználás miatt gazdaságosabb volt.

## AKM–63 modellek fejlesztése, altípusai
Az AKM–63 1964-től műanyag tusával, és lemez alsóágyra szerelt műanyag mellső pisztolymarkolattal készült amely a hátralökő erő egy csekély részét is képes volt elnyelni. Ehhez a modellhez már többfunkciós szuronyt is gyártottak, amely hüvelyével együtt akár feszültség alatt lévő drót vágására is alkalmas volt a gumi szigetelésnek köszönhetően. Mivel a műanyag alkatrészek 2,5 m magasról leejtve –30°C-on szilánkosan törtek valamint pótlásuk nehéz volt, ezért 1976-tól a műanyag alkatrészek gőzölt bükkfára lettek lecserélve, ennek típusjele AMM (Automata Modernizált Magyarosított) vagy közismertebb nevén AK–63 F (F=Fatusás). Az aláhajtható válltámasszal ellátott változat az AMMSZ (AK–63 D D=Deszant) 1980-tól került gyártásra. A fatusás gépkarabély egyik változatának lő irányú bal oldalára van felszegecselve az infrabak, melyre az elektrooptikai NSZP–3 éjszakai irányzék helyezhető fel. Mindhárom típus tűzváltó állásai: biztosított, egyeslövés, sorozatlövés. Készült belőle félautomata típus SAMI (SA–85), illetve 5,56-os kaliberű NGM típusjelzéssel, többnyire export céllal. Készült továbbá egy olcsó gyakorlást lehetővé tevő 0,22-es kaliberű tömegzáras típus is. Valamennyi említett fegyver a hazai Fegyver- és Gázkészülékgyár gyártású volt.

## „Tűzkeresztség”
Az AK–63 modellek több olyan országban is alkalmazták, ahol harci körülmények között is bevetették.
A fegyvert használták:
- az irak–iráni háború (1980–1988),
- a salvadori polgárháborúban (1980–1992),
- az öbölháborúban (1991),
- a horvátországi háborúban (1991–1995).
- az iraki háborúban (2003-2010),
- az afganisztáni háborúban (2001-2021).

## AK–63 a Magyar Honvédségnél
Az AK–63D a Magyar Honvédség rendszeresített gépkarabélya volt 2021-ig, amelyből 7700 db modernizálásra került. Az új fegyver megnevezése AK-63MF.
A modernizáció keretében beépítésre került:
- CAA CBS+ACP teleszkópos válltámasz
- Brügger&Thomet BT-21428 előagy
- side mount (ismeretlen típus)
- Heckler&Koch M320 gránátvető
- Aimpoint CompM2 irányzék (B&T BT-21741 QD ring 30 mm ultrahigh heavy type)
- Aimpont 3xMag kisegítő irányzék (B&T BT-211115 Flip-side QD base mount, B&T BT-211113 Flip-side QD ring)
- Insight Technology AN/PEQ2 TPIAL lézeres célmegjelölő
- CAA BP Grip mellső markolat bipoddal
- CAA AG47 pisztolymarkolat